# شورای وزیران (سوریه)
شورای وزیران سوریه (به عربی: مجلس وزراء سوريا) نخستین بار در قانون اساسی ۱۹۳۰ سوریه تشکیل شد. پس از سقوط رژیم اسد در ۸ دسامبر ۲۰۲۴، سوریه درحال حاضر درحال گذار سیاسی است و احمد الشرع، دولت انتقالی سوریه را رهبری می‌کند.